# Luis Scola
Luis Alberto Scola Balvoa (Buenos Aires, Argentina, 30. travnja 1980.) argentinski je profesionalni košarkaš. Igra na poziciji krilnog centra, a može igrati i centra. Trenutačno je član NBA momčadi Phoenix Sunsa. Izabran je u 2. krugu (55. ukupno) NBA drafta 2002. od strane San Antonio Spursa.

## Argentina
Scola je svoju košarkašku karijeru započeo u mladoj momčadi Ferro Carril Oestea. Svoj prvi nastup u argentinskoj ligi ostvario je tijekom sezone 1995./96. 

## Španjolska

### Gijón Baloncesto
Nakon završetka sezone 1997./98. Scola je promijenio klub te je preselio u španjolskog drugoligaša Gijona. Scola je postao vođa momčadi te je odveo Gijon do ulaska u prvu ligu. Nakon završetka sezone 1999./00. Scola je potpisao za TAU Ceramicu.

### Tau Ceramica
S TAU Ceramicom u sezoni 2000./01. ostvario je finale Eurolige te čak tri uzastopne završnice Eurolige. Sa svojim sjajnim igrama, uspio je tri puta izboriti mjesto u All-Euroleague momčadi. Unatoč tome što Scola nije uspio osvojiti Euroligu, u dresu TAU Ceramice ostvario je brojne druge uspjehe. Osvojio je jednom španjolsku ligu, tri španjolska kupa i tri španjolska superkupa.

## NBA
U ljeto 2005. San Antonio Spursi su pokrenuli pregovore oko Scole i pokušali otkupiti ugovor, jer su ga upravo oni izabrali na draftu 2002. godine. TAU Ceramica je tražila 3 milijuna dolara za otkup ugovora, a prema pravilima NBA lige, klub ne smije više ponuditi od 500 tisuća dolara. Budući da je Scola imao jako veliku želju zaigrati u NBA ligi, bio je spreman isplatiti preostalih 2,5 milijuna dolara. Međutim pregovori su propali te je Scola ostao u dresu TAU Ceramice još dvije sezone. 12. srpnja 2007. Spursi i Rocketsi su obavili zanimljivu zamjenu. Spursi su mijenjali prava na Scolu i Jackiea Butlera u zamjenu za Vassilisa Spanoulisa, budući izbor drugog kruga na draftu i nešto nadoplate. Ubrzo je Scola potpisao trogodišnji ugovor vrijedan 9.5 milijuna dolara i prešao u redovu Houston Rocketsa. Scola je završio treći u izboru za novaka godine te je izabran u All-Rookie prvu petorku. 14. ožujka 2010.,  utakmici s New Jersey Netsima, Scola je postigao učinak karijere od 44 poena.Luis Scola napustio je redove Houston Rocketsa 13. srpnja 2012., nakon pet sezona provedenih u tom klubu.Scola je za vrijeme svoje ere u Houstonu bilježio vrlo dobre nastupe.U prosjeku 14,5 koševa i 7,7 skokova.

## Argentinska reprezentacija
S mlađim naraštajima argentinske reprezentacije, Scola je osvojio zlatnu medalju na kadetskim Južnoameričkim igrama 1995., zlatnu medalju na juniorskim Južnoameričkim igrama 1996., zlatnu medalju na Američkim prvenstvima do 20 godina 2000. te brončanu medalju na Američkim prvenstvima do 21 godine 2001. godine. Kao član seniorske reprezentacije Scola je također osvojio nekoliko medalja. Prvo je osvojio srebrnu medalju na Američkim prvenstvima 1999., zlatnu medalju na Američkim prvenstvima 2001., srebrnu medalju na Svjetskom prvenstvu u Indianapolisu 2002., srebrnu medalju na Američkim prvenstvima 2003., zlatnu medalju na Olimpijskim igrama u Ateni 2004., srebrnu medalju na Američkim prvenstvima 2007. i brončanu medalju na Olimpijskim igrama u Pekingu 2008. godine.

## NBA statistika

### Regularni dio
| Godina    | Klub    | Odig. uta. | Uta. poč. | Min. | 2P%  | 3P%  | Sl. bac.% | Skok. | Asist. | Ukr. lop. | Blok. | Poena |
| --------- | ------- | ---------- | --------- | ---- | ---- | ---- | --------- | ----- | ------ | --------- | ----- | ----- |
| 2007./08. | Houston | 82         | 39        | 24.7 | .515 | .000 | .668      | 6.4   | 1.3    | .7        | .2    | 10.3  |
| 2008./09. | Houston | 82         | 82        | 30.3 | .531 | .000 | .760      | 8.8   | 1.5    | .8        | .1    | 12.7  |
| Ukupno    |         | 164        | 121       | 27.5 | .523 | .000 | .716      | 7.6   | 1.4    | .8        | .1    | 11.5  |

### Doigravanje
| Godina    | Klub    | Odig. uta. | Uta. poč. | Min. | 2P%  | 3P%  | Sl. bac.% | Skok. | Asist. | Ukr. lop. | Blok. | Poena |
| --------- | ------- | ---------- | --------- | ---- | ---- | ---- | --------- | ----- | ------ | --------- | ----- | ----- |
| 2007./08. | Houston | 6          | 6         | 36.7 | .448 | .000 | .686      | 9.3   | 1.3    | .7        | .2    | 14.0  |
| 2008./09. | Houston | 13         | 13        | 32.6 | .494 | .000 | .673      | 8.4   | 1.8    | .5        | .2    | 14.4  |
| Ukupno    |         | 19         | 19        | 33.9 | .480 | .000 | .679      | 8.7   | 1.6    | .6        | .2    | 14.3  |

## Vanjske poveznice
- Profil na NBA.com
- Profil  Arhivirana inačica izvorne stranice od 16. travnja 2009. (Wayback Machine) na Basketball-Reference.com
- Profil na Eurolegaue.com
- Profil[neaktivna poveznica] na Basketpedya.com
- Draft profil na NBA.com